# Jánská Huť
Jánská Huť (deutsch Johanneshütte) ist eine Wüstung in der Gemeinde Rybník nad Radbuzou (deutsch Waier) im westböhmischen Okres Domažlice in Tschechien.

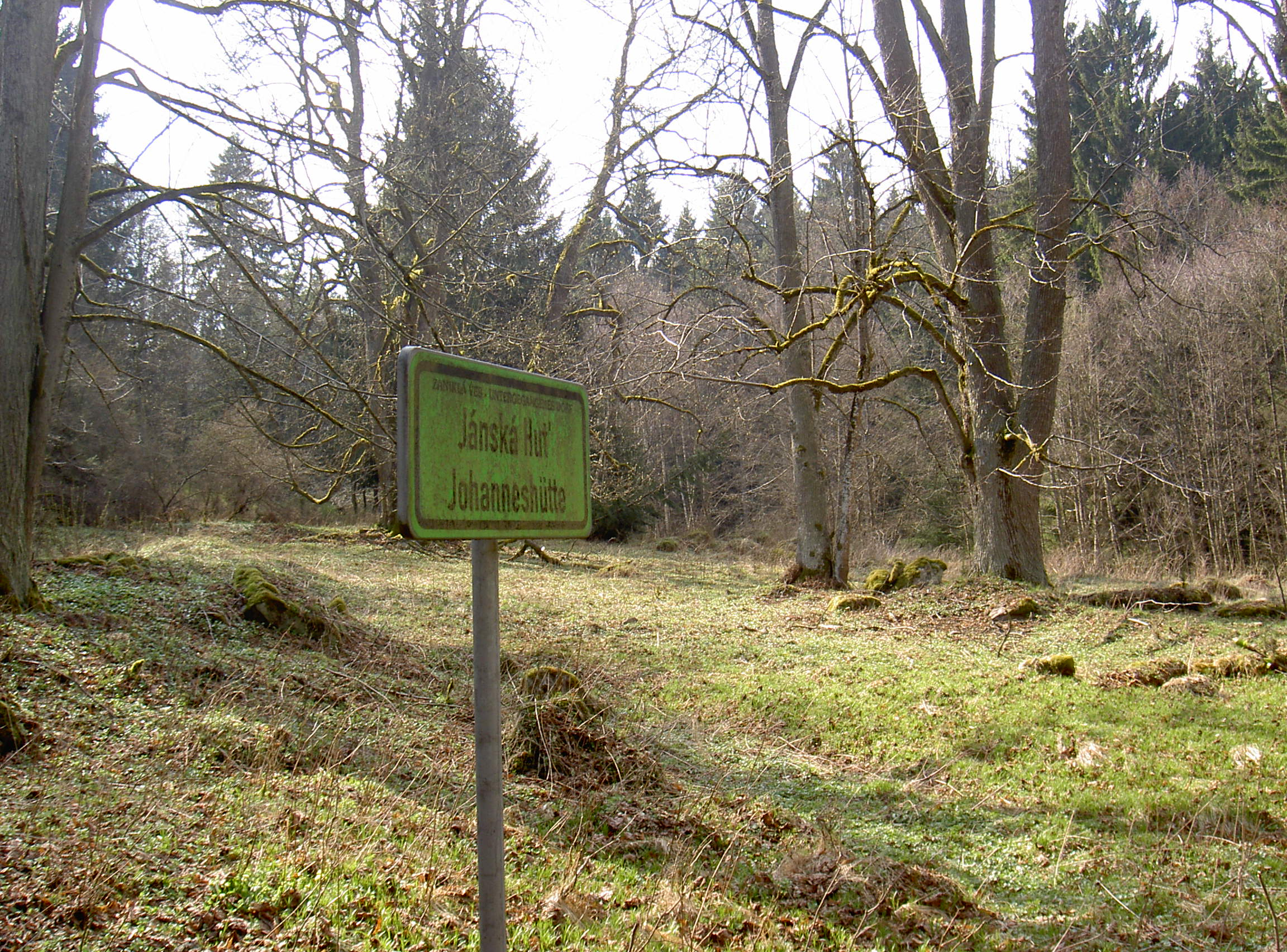
Jánská Huť – Johanneshütte

## Geographie
Johanneshütte lag etwa 3 km nordwestlich von Waier, 600 m westlich von Schwanenbrückl, 6 km westlich von Muttersdorf auf dem Südufer des Johannesbächleins.
600 m westlich von Joahnneshütte fließt die Radbuza von Süden nach Norden.
Von Schwanenbrückl (tschechisch: Mostek) führt eine Forststraße an Johanneshütte vorbei über den 780 m hohen Pass zwischen Velký Zvon und Malý Zvon nach Plöss.

## Geschichte
1776 wurde die Johanneshütte von Josef Lenk gegründet.
Sie war eine Glashütte, die zunächst zu Schwanenbrückl gehörte.
Ihren Namen erhielt sie vom Herrschaftsbesitzer Johann Freiherr von Wiedersperg auf Muttersdorf.
Josef Lenk und seine Nachkommen waren Gründer, Besitzer, Pächter und Betreiber mehrerer Glashütten in der ganzen Umgebung (z. B. Dietersberg, Lenkenthal, Goldbrunnhütte, Straßhütte).
1790 wurde Josef Lenk als Edler von Dietersberg in den Adelsstand erhoben.
Der Name Lenkenthal für eine Ortschaft und ein Tal im Oberpfälzer Wald erinnert noch heute an das Wirken und den Einfluss der Familie Lenk.
1799 geriet Josef Lenk in finanzielle Schwierigkeiten und gab 1803 die Johanneshütte auf.
Von 1803 bis 1817 war Georg Michel von Moßburger Glasmeister der Johanneshütte.
1805 wurde Johanneshütte eine eigene Ortschaft.
Es folgte von 1817 bis 1823 Johann Wolfgang Ziegler aus Eisendorf als Pächter der Johanneshütte.
Dessen ältester Sohn Andreas Ziegler übernahm die Johanneshütte von 1823 bis 1862.
1839 hatte Johanneshütte 11 Häuser, 81 Einwohner und zwei Spiegelschleifmühlen.
Andreas Ziegler übergab 1862 die Glashütte an seinen Sohn Josef Ziegler, der schon 1877 starb.
Dessen Sohn Andreas Ziegler führte die Glashütte, bis sie 1881 stillgelegt wurde auf Grund von Holzmangel und der starken Konkurrenz durch die beginnende Gussglasherstellung.
Die Glashütte wurde abgetragen und es verblieb 1890 nur die Waldsiedlung mit 8 Häusern und 53 Einwohnern.
1913 gab es in Johanneshütte 7 Häuser und 78 Einwohner, 1930 hatte es 8 Häuser und 62 deutsche Einwohner, 1939 standen dort 8 Häuser.
Johanneshütte gehörte zur Gemeinde Schwandenbrückl und zur Pfarrei Muttersdorf.
Die Kinder gingen nach Schwanenbrückl zur Schule.